# Mundo Perfecto
Mundo Perfecto es el quinto álbum de estudio de la banda de rock argentina La 25. Fue producido por Nelson Pombal y los integrantes de la banda. Su distribución estuvo a cargo de la discográfica EMI-Odeon S.A.I.C. Su baterista, "Mingo", abandona la banda y es reemplazado por Noly Verón, ex-batero de las bandas metaleras Rapier y Necrophiliac, bandas de la misma zona de Berazategui. Con Pombal como productor y arreglador, las canciones reflejaron una apertura musical muy poco vistas en los anteriores trabajos discográficos, ya que se pueden encontrar canciones con estilos como el jazz o la música country. Surgen 4 videoclips con canciones de esta placa discográfica.

## Lista de canciones
| N.º   | Título                                                    | Duración |  |
| 1.    | «Salve Rock» (Mauricio Lescano)                           | 4:10     |  |
| 2.    | «Escombro en la Ciudad» (Mauricio Lescano)                | 4:06     |  |
| 3.    | «Más Caliente Que Eso» (Mauricio Lescano, Marcos Lescano) | 3:30     |  |
| 4.    | «Dos Guitarras» (Mauricio Lescano)                        | 3:20     |  |
| 5.    | «Chica del Suburbano» (Mauricio Lescano)                  | 2:32     |  |
| 6.    | «Chica del 2000» (Mauricio Lescano)                       | 3:54     |  |
| 7.    | «Mundo Perfecto» (Mauricio Lescano)                       | 4:40     |  |
| 8.    | «Dame Más» (Mauricio Lescano)                             | 3:34     |  |
| 9.    | «Tomando Forma» (Mauricio Lescano)                        | 3:14     |  |
| 10.   | «Condenado» (Mauricio Lescano, Marcos Lescano)            | 4:28     |  |
| 11.   | «Hasta la Victoria» (Mauricio Lescano)                    | 3:48     |  |
| 12.   | «Circo Terráqueo»                                         | 0:51     |  |
| 42:00 |                                                           |          |  |

## Videoclips
- Escombro en la ciudad
- Chica del Suburbano
- Dame Más
- Hasta la Victoria

## Músicos
- Mauricio "Junior" Lescano: voz y guitarras
- Marcos Lescano: guitarras y coros
- Hugo Rodríguez: guitarras y coros
- Pablo "Ponch" Poncharello: bajo
- Noly Verón: batería